# Rushmere
Rushmere és una concentració de població designada pel cens dels Estats Units a l'estat de Virgínia. Segons el cens del 2000 tenia 1.083 habitants.

## Demografia
Segons el cens del 2000, Rushmere tenia 1.083 habitants, 435 habitatges, i 313 famílies. La densitat de població era de 50,1 habitants per km².
Dels 435 habitatges en un 23,7% hi vivien nens de menys de 18 anys, en un 52,6% hi vivien parelles casades, en un 13,1% dones solteres, i en un 28% no eren unitats familiars. En el 24,1% dels habitatges hi vivien persones soles el 8,3% de les quals corresponia a persones de 65 anys o més que vivien soles. El nombre mitjà de persones vivint en cada habitatge era de 2,49 i el nombre mitjà de persones que vivien en cada família era de 2,95.
Per edats la població es repartia de la següent manera: un 21,6% tenia menys de 18 anys, un 5,6% entre 18 i 24, un 28,4% entre 25 i 44, un 29,8% de 45 a 60 i un 14,5% 65 anys o més.
L'edat mediana era de 42 anys. Per cada 100 dones de 18 o més anys hi havia 91,6 homes.
La renda mediana per habitatge era de 40.794 $ i la renda mediana per família de 41.426 $. Els homes tenien una renda mediana de 34.750 $ mentre que les dones 21.389 $. La renda per capita de la població era de 20.722 $. Entorn del 9,5% de les famílies i el 12,4% de la població estaven per davall del llindar de pobresa.

## Poblacions més properes
El següent diagrama mostra les poblacions més properes.